# 岡部喜代子
岡部 喜代子（おかべ きよこ、1949年（昭和24年）3月20日 - ）は、日本の民法学者、元最高裁判所判事。元慶應義塾大学大学院法務研究科教授。春日法律事務所所属。特に、親族法・相続法を専門とする。4人目の女性最高裁判所判事となるが、法曹有資格者の女性としては史上初である。

## 略歴
- 1949年（昭和24年）3月20日：東京都中央区日本橋生まれ。
- 慶應義塾中等部、慶應義塾女子高等学校を経て、慶應義塾大学法学部法律学科に入学。
- 1971年（昭和46年）3月：慶應義塾大学法学部法律学科を卒業。
- 1974年（昭和49年）3月：慶應義塾大学大学院法学研究科修士課程を修了。法学修士の学位を取得。
- 同年4月：司法研修所に入所し、司法修習生となる。
- 1976年（昭和51年）3月：司法研修所を修了（28期）。
- 同年4月：判事補に任官。
- 1981年（昭和56年）：特例判事補。
- この間、名古屋（名古屋地方裁判所）、札幌（札幌家庭裁判所家事部）、東京（東京地方裁判所）などで裁判官を歴任。
- 1986年（昭和61年）：大分地方・家庭裁判所判事
- 1989年（平成元年）：東京家庭裁判所判事
- 1993年（平成5年）4月：裁判官依願退官（退官時は東京家庭裁判所判事。）。
- 同年6月：弁護士登録（東京弁護士会）
- 1994年（平成6年）4月：慶應義塾大学などの非常勤講師を歴任。
- 1997年（平成9年）4月：東洋大学法学部教授に就任。
- 2002年（平成14年）11月：中央労働委員会公益委員に就任。
- 2004年（平成16年）4月：東洋大学専門職大学院法務研究科教授に就任。
- 同年10月：中央労働委員会公益委員に再任。
- 2006年（平成18年）11月：中央労働委員会公益委員に再任。
- 東洋大学専門職大学院法務研究科教授を退任。
- 2007年（平成19年）4月：慶應義塾大学法科大学院教授に就任。
- 2008年（平成20年）10月：中央労働委員会公益委員に再任。
- 2010年（平成22年）4月：藤田宙靖・最高裁判所判事の後任として、最高裁判所判事に就任[1]。
- 2012年（平成24年）12月16日：最高裁判所裁判官国民審査において、罷免を可とする票4,945,084票、罷免を可とする率8.56%で信任。同時に審査された10判事のうち罷免を可とする票の数が最多であった[2]。
- 2019年（平成31年）3月：最高裁判所裁判官を定年退官。
- 2020年（令和2年）4月：旭日大綬章受章[3]。

## 主な担当審理
- 2011年12月19日第三小法廷決定：Winny開発者・金子勇の著作権法違反幇助事件につき、無罪とした大阪高等裁判所判決を支持して上告棄却（裁判長）
- 2012年2月28日第三小法廷判決：生活保護の老齢加算廃止違憲訴訟において、老齢加算廃止は適法と判断し上告棄却（裁判長）
- 2014年12月9日第三小法廷決定：漢検協会事件で、上告棄却（裁判長）
- 2015年12月16日大法廷判決：夫婦同氏制を定めた民法750条は合理性を欠き、憲法24条に反するとの意見を執筆（多数意見は合憲と判断）
- 2016年3月1日第三小法廷判決：認知症の男性が1人で外出して列車にはねられ死亡した事故を巡り、東海旅客鉄道株式会社（JR東海）が、家族に対する損害賠償請求訴訟において、男性の家族に損害賠償を命じた名古屋高等裁判所判決を破棄し、JR東海側の請求を棄却（裁判長）

## 著書
- 「相続法への誘い」、八千代出版、2001年。
- 「親族法への誘い（第2版）」（八千代出版、2003）

共著
- 「すぐ役立つ遺言の書式・実例・手続き集」、主婦と生活社、1994年。
- 「遺産分割事件の処理をめぐる諸問題」、司法研修所、1994年。
- 「ゼロからの民法　家族法編」、不磨書房、2000年。
- 「実務家族法講義」、民事法研究会、2006年。

## 論文
- 「限定承認による相続財産換価のための競売手続」、司法研修所論集71号、法曹会。
- 「相続人の一人が共同相続財産を占有する場合の法律関係」、東洋法学41巻2号、1998年。